# Discovery+
Discovery+ (ausgesprochen Discovery Plus) ist ein US-amerikanischer Video-on-Demand-Dienstleister im Besitz von Warner Bros. Discovery. Der Dienst konzentriert sich auf sachliche Programme, die aus den wichtigsten Sendermarken von Discovery stammen, sowie Originalserien (einschließlich Ableger von Programmen aus den Discovery-Netzwerken) und andere erworbene Inhalte.
Der Dienst wurde erstmals am 23. März 2020 in Indien eingeführt. Am 4. Januar 2021 ging der Dienst in den Vereinigten Staaten online und ersetzte am nächsten Tag die Dplay- und Eurosport Player-Dienste von Discovery in Europa. Zum 31. März 2022 hatte Discovery+ 24 Millionen Abonnenten.
Discovery+ wurde nach ihrer Fusion im April 2022 ein Schwesterdienst von HBO Max von WarnerMedia. Im August 2022 wurde bekannt, dass die beiden Dienste fusionieren sollen. Am 12. April 2023 gab Warner Bros. Discovery bekannt, mit dem Streaming-Dienst Max eine kombinierte Plattform für Inhalte von HBO Max und Discovery+ zu veröffentlichen. Die neue Plattform wurde am 23. Mai 2023 in Amerika veröffentlicht. Für 2026 ist, durch auslaufende Lizenzverträge mit Sky Deutschland und RTL Deutschland, auch ein Start in Deutschland geplant.
Entgegen vorheriger Berichte bleibt Discovery+ als niederschwelliges, kostengünstigeres Angebot einzeln buchbar bestehen.

## Geschichte
Discovery startete Discovery+ erstmals am 23. März 2020 in Indien und umfasste Inhalte der verschiedenen Marken von Discovery. Im September desselben Jahres gab Discovery Pläne bekannt, Anfang 2021 eine internationale Version von Discovery+ zu starten.
Im Oktober 2020 wurde bekannt gegeben, dass Dplay im darauffolgenden Monat im Vereinigten Königreich und Irland in Discovery+ umbenannt werden würde.
Am 4. Januar 2021 startete Discovery+ in den USA sowohl mit einem kostenpflichtigen werbefinanzierten als auch mit einem werbefreien Angebot. Am 5. Januar 2021 ging Discovery+ in acht europäischen Ländern an den Start und fasst die Dienste Dplay und Eurosport Player zusammen.
In einer Telefonkonferenz am 3. November 2021 erörterte JB Perrette, Präsident und CEO von Discovery Streaming and International, mögliche Optionen für den Dienst nach der damals geplanten Abspaltung und Fusion von WarnerMedia mit Discovery zu Warner Bros. Discovery. Diese beinhalteten eine Bündelung und/oder eine eventuelle Fusion von Discovery+ mit dem Streaming-Dienst HBO Max von WarnerMedia und das Angebot eines solchen fusionierten Dienstes in Märkten, in denen Discovery+ noch nicht gestartet ist, wie in anderen Teilen des asiatisch-pazifischen Raums. Am 14. März 2022, nachdem die Discovery-Aktionäre dem Zusammenschluss zugestimmt hatten, erklärte Finanzvorstand Gunnar Wiedenfels, dass das fusionierte Unternehmen eine Fusion von HBO Max mit Discovery+ als langfristiges Ziel verfolge und dabei dem von Perrette zuvor vorgeschlagenen Prozess folge. Nach der Fusion wurden ausgewählte Programme der Discovery-Bibliothek auf HBO Max ausgestrahlt.

## Release
Seit dem 23. März 2020 ist Discovery+ in Afrika, Amerika, Europa und Asien in vielen Ländern mithilfe von Releasepartnern erschienen.
| Veröffentlichungsdatum | Land/Gebiet            | Release-Partner |
| ---------------------- | ---------------------- | --------------- |
| 23. März 2020          | Indien                 | Keiner          |
| 10. Oktober 2020       | Vereinigtes Königreich | BT Group        |
| 10. Oktober 2020       | Irland                 | Keiner          |
| Dezember 2020          | Armenien               | MEGGO           |
| Dezember 2020          | Aserbaidschan          | MEGGO           |
| Dezember 2020          | Belarus                | MEGGO           |
| Dezember 2020          | Estland                | MEGGO           |
| Dezember 2020          | Georgien               | MEGGO           |
| Dezember 2020          | Kasachstan             | MEGGO           |
| Dezember 2020          | Kirgistan              | MEGGO           |
| Dezember 2020          | Litauen                | MEGGO           |
| Dezember 2020          | Moldawien              | MEGGO           |
| Dezember 2020          | Tadschikistan          | MEGGO           |
| Dezember 2020          | Turkmenistan           | MEGGO           |
| Dezember 2020          | Ukraine                | MEGGO           |
| Dezember 2020          | Usbekistan             | MEGGO           |
| 4. Januar 2021         | Vereinigte Staaten     | Verizon         |
| 5. Januar 2021         | Dänemark               | Keiner          |
| 5. Januar 2021         | Finnland               | Keiner          |
| 5. Januar 2021         | Niederlande            | Keiner          |
| 5. Januar 2021         | Italien                | Keiner          |
| 5. Januar 2021         | Norwegen               | Keiner          |
| 5. Januar 2021         | Spanien                | Keiner          |
| 5. Januar 2021         | Schweden               | Keiner          |
| 5. Januar 2021         | Polen                  | player.pl       |
| 5. Mai 2021            | Türkei                 | BluTV           |
| 20. Mai 2021           | Estland                | Go3             |
| 20. Mai 2021           | Lettland               | Go3             |
| 20. Mai 2021           | Litauen                | Go3             |
| 18. Juni 2021          | Lettland               | MEGOGO          |
| 13. Oktober 2021       | Philippinen            | Globe Telecom   |
| 19. Oktober 2021       | Kanada                 | Corus           |
| 9. November 2021       | Brasilien              | GloboplayClaro  |
| 28. Juni 2022          | Österreich             | Sky             |
| 28. Juni 2022          | Deutschland            | Sky             |
| 14. September 2022     | Israel                 | yesSting-TV     |
| November 2022          | Tschechische Republik  | Vodafone        |
| November 2022          | Griechenland           | Vodafone        |
| November 2022          | Ungarn                 | Vodafone        |
| November 2022          | Island                 | Vodafone        |
| November 2022          | Portugal               | Vodafone        |
| November 2022          | Rumänien               | Vodafone        |
| November 2022          | Bahrein                | Starzplay       |
| November 2022          | Kuwait                 | Starzplay       |
| November 2022          | Saudi-Arabien          | Starzplay       |
| November 2022          | Nordafrika             | Starzplay       |